# Colón (kommun i Colombia, Nariño)
Colón är en kommun i Colombia.   Den ligger i departementet Nariño, i den sydvästra delen av landet, 500 km sydväst om huvudstaden Bogotá. Antalet invånare är 9 658. Arean är 82 kvadratkilometer.
Terrängen i Colón är kuperad åt nordost, men åt sydväst är den bergig.